# 樂姑岸
樂姑岸，是台灣卑南族南王部落傳說中的一名女性，為第十任頭目卡比達彥（Kapitayan）的妻子，以強力的手腕掌控著拉拉（Ra'ra）氏族。

## 身世
樂姑岸是隸屬於布度爾（Butul）氏族的女性，但她的家一開始其實並沒有氏族名，是在卡比達彥要和她結婚的時候，因為需要入贅她的家或講求門當戶對等原因，而讓他們以當時幾乎斷絕、但曾經是自己曾祖父帕拉烏勒（Pala'ul，德馬拉少的兒子，第六任頭目）所隸屬的布杜爾氏族成為他們家的氏族名。後來她和卡比達彥生有卡拉賽（Karasai，第十一任頭目，隸屬拉拉氏族）和卜勒（Pungle，隸屬布度爾氏族）一對兒女。

## 傳說

### 拆散兒媳
在卡拉賽長大後，和北部落的一名叫卜露（Purung）的女性結婚，並且入贅卜露所屬的達利幸（Dalising，隸屬巴沙拉阿特）氏族，生有一個女兒，並且以樂姑岸的名字為名，但樂姑岸疑似對卜露或是該氏族很不滿，因此以「不適合」為由，強迫兩人離婚並且把卡拉賽接回家，但後來卡拉賽因為久久無法忘記卜露，因此後來又帶著女兒回到了妻子家中生活，並且生了一個兒子，取名叫亞楞（Arem），並且繼承其父親拉拉氏族的身分。

#### 逼走情婦
卡拉賽和卜露分開這段時間內，因為心情相當沮喪，因此經常以打獵為由跑出去找女人偷情，後來便傳出利嘉部落（Likavung，位於今台東縣卑南鄉）一名叫杜姑（Tuku）的女性懷了卡拉賽的孩子，為了確認這個消息，樂姑岸把杜姑叫來家裡，命令她做家事，想要藉由她做家事時經常會不小心露出的乳頭來確認杜姑是否有懷孕（懷孕的話乳頭顏色會變深），但前面的織布和舂米過程中，杜姑的速度都太快了而看不清，最後才在她用簸箕揚米來把打下來的殼去掉時確認到杜姑真的已經懷孕了，但她也為此很不開心，因此命令以為可以得到自己認可的杜姑回家、並且暗中派集會所的年輕人埋伏在她回家路上的兩側竹林中，在她經過時搖動竹子來嚇她，而隨著杜姑逃回部落，她和卡拉賽的關係也就斷了，還因為搖下來的白蟻和螞蟻掉進她的眼睛裡，而把砂眼帶到了利嘉部落。

### 朋友
傳說中，樂姑岸跟卡比達彥的侄子姆拉勒特（Murarete't，隸屬巴勒基氏族）的妻子巴道阿勒（Patauare，隸屬拉拉氏族）是朋友，而巴道阿勒同時也是拉拉氏族祖靈屋Karunnun的祭司，經常在部落男性去打獵的時候為他們祈福來避免他們受傷，但因為巴道阿勒年輕的時候雖然不孕但經常有月經、無法進入祖靈屋，沒辦法進行祈福而導致部落男性經常受傷，為此她向樂姑岸反應，表示希望由樂姑岸的兒子卡拉賽來繼承自己當祭司，樂姑岸答應了，從此南王部落中男性也可以擔任祖靈屋的祭司。

## 現代研究
研究者研究樂姑岸的傳說後，認為這是反應了過去拉拉氏族開始改變傳統做法、將男性留在家族裡以便於鞏固其氏族統治並且掌握集會所的主導權的轉變，這個轉變中，舅權和母權結合，掌握了氏族中的軍事力量，而領導權則很明顯的轉換為父傳子的方式進行，促使拉拉氏族更加強大。